# Западноафриканская макрель
Западноафриканская макрель, или африканская королевская макрель (лат. Scomberomorus tritor), — вид лучепёрых рыб из семейства скумбриевых. Ранее указывался как синоним Scomberomorus maculatus. Распространены в центрально-восточной части Атлантического океана. Максимальная длина тела 100 см. Промысловые рыбы.

## Распространение
Восточная Атлантика у побережья Африки от Канарских островов и Сенегала до Гвинейского залива и Анголы, изредка встречается в Средиземном море у берегов Франции и Италии.

## Описание
У западноафриканских макрелей удлинённое тело, несколько сжатое с боков, покрыто мелкой чешуёй. Высота тела укладывается около 5-и раз в стандартную длину тела. Хвостовой стебель тонкий с простым килем. Зубы ножевидной формы. Голова короткая. Длина рыла короче оставшейся длины головы. Имеются сошниковые и нёбные зубы. Верхнечелюстная кость не спрятана под предглазничную. Два спинных плавника разделены небольшим промежутком. Боковая линия в передней части тела волнистая, проходит ближе к спине; в задней части тела проходит ниже средней линии и не волнистая. Брюшные плавники маленькие. Брюшной межплавниковый отросток маленький и раздвоенный. Зубы на языке отсутствуют. Количество жаберных тычинок на первой жаберной дуге 12—15. Позвонков 46—47. В первом спинном плавнике 15—18 колючих лучей, во втором спинном 16—19 мягких лучей. В анальном плавнике 17—20 мягких лучей. Позади второго спинного и анального плавников пролегает ряд из 7—9 мелких плавничков, помогающих избегать образования водоворотов при быстром движении. Грудные плавники образованы 27—28 лучами. Хвостовой плавник серповидной формы. Тело и голова серебристого цвета, спина несколько темнее. По бокам проходят 3 ряда пятен овальной формы, вытянутых по вертикали. Передняя часть первого спинного плавника и край задней части второго спинного плавника чёрные.
Максимальная длина тела 100 см, обычно до 75 см, масса тела до 6 кг.

## Биология
Питаются мелкой рыбой, например, сардинами и анчоусами.
Впервые созревают при длине тела 45 см. У берегов Сенегала нерестятся с апреля до октября. Плодовитость крупных самок достигает 1 млн икринок.

## Взаимодействие с человеком
Ценная промысловая рыба. Промысел ведётся преимущественно в Гвинейском заливе. Ловят ярусами, кошельковыми неводами и тралами. Максимальные уловы отмечались в 1980-х годах (4,4 тысячи тонн). Реализуется в мороженом виде.
МСОП присвоил виду охранный статус «Вызывающие наименьшие опасения» (LC).